# Draba stenopetala
Draba stenopetala là một loài thực vật có hoa trong họ Cải. Loài này được Trautv. mô tả khoa học đầu tiên năm 1878.